# 19630 Janebell
19630 Janebell è un asteroide della fascia principale. Scoperto nel 1999, presenta un'orbita caratterizzata da un semiasse maggiore pari a 2,6139592 UA e da un'eccentricità di 0,0343948, inclinata di 15,64291° rispetto all'eclittica.